# Dealul cu Lilieci Cernătești
Dealul cu Lilieci Cernătești este o arie protejată de interes național ce corespunde categoriei a IV-a IUCN (rezervație naturală de tip floristic și faunistic) situată în județul Buzău, pe teritoriul administrativ al comunei Cernătești.

## Localizare
Aria naturală cu o suprafață de 10,59 hectare se află în partea centrală a județului Buzău și cea vestică a satului Cernătești, la poalele munților Buzăului, în lunca dreaptă a văii Slănicului (afluent de stânga al râului Buzău), lângă drumul județean (DJ203K) ce leagă satul Săpoca de Vlădeni. Liliacul sălbatic (Sirynga Vulgaris) ocupă o fâșie de aproape 1km și lată de doar 8-15 m. Dealul cu Liliac din Muchea Săpocii este organizată ca o rezervație naturală, monument al naturii, unic în județul Buzău.

## Descriere
Rezervația naturală „Dealul cu Lilieci” a fost declarată arie protejată prin Legea Nr.5 din 6 martie 2000 (privind aprobarea Planului de amenajare a teritoriului național - Secțiunea a III-a - zone protejate) și reprezintă o arie naturală în Dealul Săpocii, cu rol de protecție pentru specia floristică de liliac sălbatic (Syringa vulgaris). 

## Floră

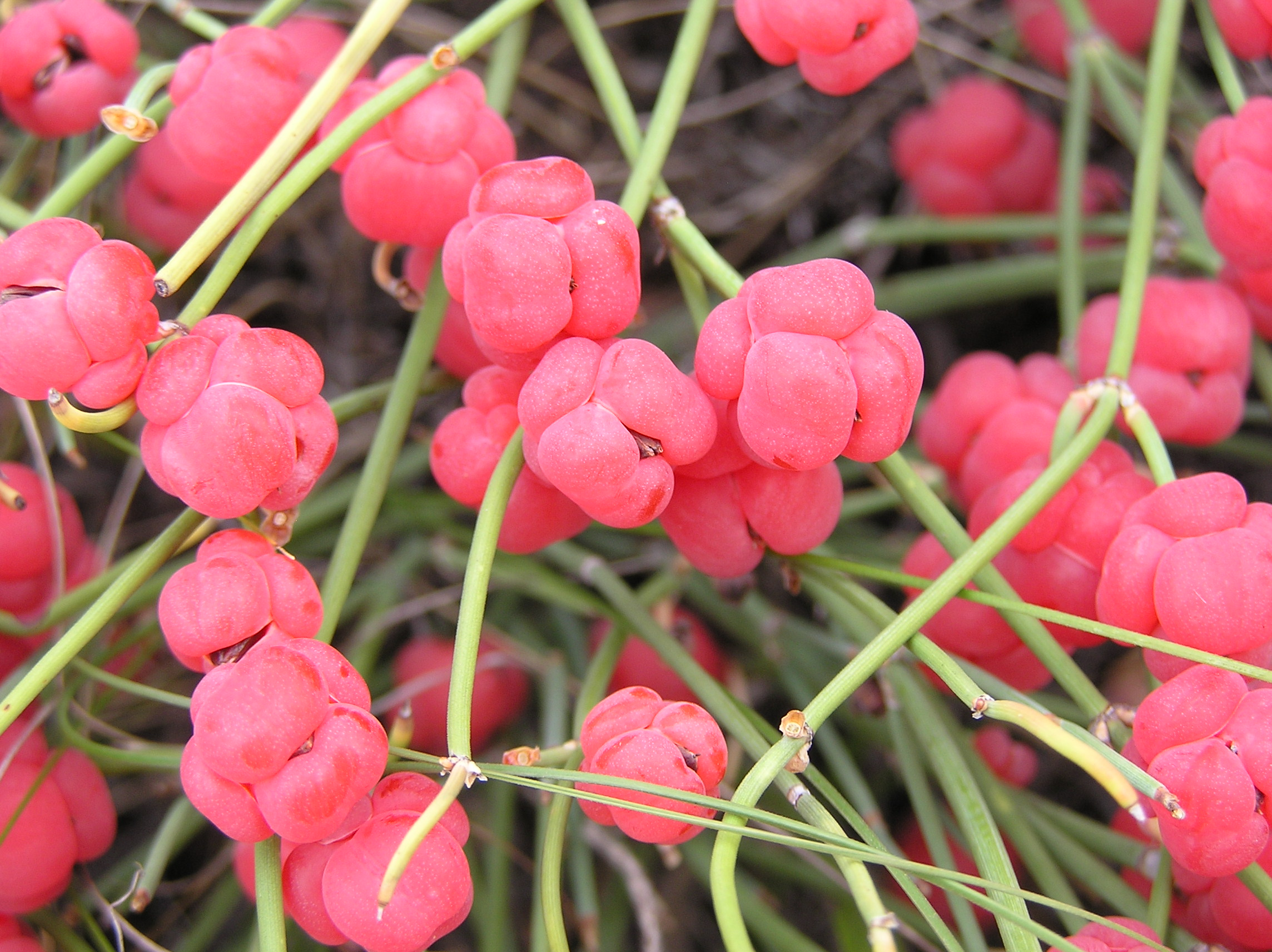
Cârcel (Ephedra distachya)

În arealul rezervației alături de liliac mai sunt întâlnite specii arboricole de stejar pufos (Quercus pubescens), cer (Quercus cerris), gârniță (Quercus frainetto); arbusti cu specii de: (scumpie (Cotinus coggygria), mojdrean (Fraxinus ornus),  cărpiniță (Carpinus orientalis), precum și specii ierboase de alior (Euphorbia cyparissias), măciuca ciobanului (Echinops ruthenicus), rușcuță de primăvară (Adonis vernalis L.), unghia găii (Artagalus glycyphyllos) sau cârcel (Ephedra distachya).